# Zosterops kulambangrae
El anteojitos de las Salomón (Zosterops kulambangrae) es una especie de ave paseriforme de la familia Zosteropidae endémica de las islas Nueva Georgia, en las islas Salomón. 

## Descripción
Es un pájaro de unos 12 cm de largo. El color del plumaje de sus partes superiores es principalmente verde, y amarillo verdoso en las inferiores. Presenta un fino anillo periocular blanco, y la frente y el lorum negruzcos. Su pico es negro y sus patas amarillentas.

## Taxonomía
Fue conocido también con el nombre científico de Zosterops rendovae, pero ese nombre está asignado correctamente al anteojitos gorjigrís. No se reconocen subespecies diferenciadas,
Anteriormente se consideraba que tenía dos subespecies más Z. k. paradoxus (de Rendova) y Z. k. tetiparius (de Tetepare), pero ahora forman la especie Zosterops tetiparius.

## Distribución
Se extiende por la mayor parte del grupo de islas de Nueva Georgia, está presente en Kolombangara, Vonavona, Kohinggo, Nueva Georgia, Vangunu y Nggatokae. Y es capaz de desplazarse de isla en isla.